# Río Tubul
Río Tubul är ett vattendrag i Chile.   Det ligger i regionen Región del Biobío, i den södra delen av landet, 500 km sydväst om huvudstaden Santiago de Chile.
Runt Río Tubul är det ganska glesbefolkat, med 38 invånare per kvadratkilometer.